# 罗尼·巴克斯特
罗尼·勒罗伊·巴克斯特（英語：Lonny Leroy Baxter，1979年1月27日—），美国篮球运动员，曾效力于NBA联盟。他在2002年的NBA选秀中第2轮第43顺位被芝加哥公牛选中。